# David Maria Turoldo
David Maria Turoldo, também conhecido como Giuseppe Turoldo (Coderno, 22 de novembro de 1916 - Milão, 6 de fevereiro de 1992), foi um sacerdote, teólogo, filósofo, escritor, poeta e antifascista italiano, membro da Ordem dos Servos de Maria. Além de poeta, foi figura profética na esfera eclesial e civil, defensor resistente dos pedidos de renovação cultural e religiosa, de inspiração conciliar. É considerado por alguns um dos expoentes mais representativos de uma mudança do catolicismo na segunda metade do século XX, que lhe valeu o título de "consciência inquieta da Igreja".

## Biografia

### Período formativo
Nono de dez irmãos, Giuseppe Turoldo recebeu com intensidade as características da cultura humana simples de seu ambiente nativo e principalmente camponês. Ele agarrou e fez sua a dignidade das más condições da sua terra, que constituiu uma raiz sólida que informa todo o desenvolvimento da sua sensibilidade e da sua atividade futura.
Aos 13 anos foi acolhido entre os Servos de Maria no convento de Santa Maria al Cengio de Isola Vicentina, sede do Trivêneto da Casa de Formação da Ordem dos Servos: onde passou o ano de noviciado, levando o nome de Irmão David Maria; em 2 de agosto de 1935 fez a profissão religiosa; em 30 de outubro de 1938, ele pronunciou seus votos solenes em Vicenza. Ele começou seus estudos filosóficos e teológicos em Veneza. Em 18 de agosto de 1940, no santuário da Madonna di Monte Berico em Vicenza, foi ordenado sacerdote por Dom Ferdinando Rodolfi, arcebispo de Vicenza.
Em 1940 foi designado para o convento de Santa Maria dei Servi em San Carlo al Corso, em Milão. A convite do cardeal Ildefonso Schuster, arcebispo da cidade, ele realizou a pregação dominical na catedral milanesa por cerca de uma década. Junto com seu irmão, colega de todo o processo formativo da Ordem dos Servos amigo Camillo de Piaz, matriculou-se na pós-graduação em Filosofia na Universidade Católica de Milão e formou-se em 11 de novembro de 1946 com uma tese intitulada: La fatica della ragione - Contributo per un'ontologia dell'uomo, escrita sob a orientação do prof. Gustavo Bontadini. Tanto Bontadini como Carlo Bo oferecerão a ele o cargo de Assistente Universitário, o primeiro na Filosofia Teórica de Milão, o segundo na Cátedra de Literatura da Universidade de Urbino.

### Presença milanesa
Durante a ocupação nazista de Milão (8 de setembro de 1943 - 25 de abril de 1945) ele colaborou ativamente com a resistência antifascista, criando e divulgando o periódico clandestino l'Uomo de seu convento. O título atesta a sua escolha do humano contra o desumano, porque “A realização da própria humanidade: esta é a única finalidade da vida”. A sua militância durou toda a vida, interpretando o mandamento evangélico “estar no mundo sem ser do mundo” como “estar no sistema sem ser do sistema”. Ele sempre se recusou a tomar partido de um partido.
O seu empenho no diálogo sem preconceitos e por vezes até mesmo no difícil confronto de ideias, resultou nomeadamente no nascimento, juntamente com Camillo De Piaz, do centro cultural La Corsia dei Servi (o antigo nome da estrada que ia do convento de Servi ao catedral).
Turoldo foi um dos principais apoiadores do projeto Nomadélfia, aldeia criada para receber órfãos de guerra "com a fraternidade como única lei", fundada por Dom Zeno Saltini no antigo campo de concentração de Fossoli perto de Carpi, arrecadando fundos junto à rica classe média milanesa.
Entre 1948 e 1952 deu-se a conhecer ao grande público com duas coleções de poemas Io non ho mani (que lhe valeram o Prémio Literário de São Vicente) e Gli occhi miei lo vedranno, apresentadas na série Mondador Lo Specchio de Giuseppe Ungaretti.
Após posições assumidas por políticos locais e algumas autoridades eclesiásticas, em 1953 teve que deixar Milão e permanecer nos conventos dos Servos da Áustria e da Baviera.

### A recuperação
Em 1955 Turoldo foi designado pelos superiores da Ordem designados para o convento da Santissima Annunziata em Florença, e aqui conheceu personalidades semelhantes ao seu modo de sentir, como frei Giovanni Vannucci, padre Ernesto Balducci, o prefeito Giorgio La Pira, e muitos outros que no ambiente florentino animam uma época em que as esperanças de renovação são acesas em todos os níveis. Mas mesmo de Florença, ele será forçado a partir e passar um período de perambulações no exterior.
De volta à Itália, em 1961 foi destinado ao convento de Santa Maria delle Grazie, em "sua" Udine. Mas com o seu regresso à Itália trouxe consigo um projeto, nascido do contato com as novas gerações nascidas no estrangeiro por emigrantes Friulianos: fazer um filme que contasse a nobreza da pobre vida rural do seu Friuli. O filme com o título Gli ultimi e inspirado na história Io non ero fanciullo escrita anteriormente por Turoldo, foi concluído em 1962 sob a direção de Vito Pandolfi. Apresentado no início de 1963 em Udine, o filme, porém, logo foi rejeitado pela opinião pública friuliana, que até o considerou ofensivo.
No mesmo ano de 1963, Turoldo começou a procurar um local para iniciar uma nova experiência religiosa comunitária, estendida à participação de leigos. Este lugar, com a informação recebida de amigos, foi identificado pelo Padre David no antigo Priorado Cluníaco de Sant'Egidio em Fontanella.
Tendo obtido o consentimento do bispo de Bérgamo Clemente Gaddi, em 1964 assumiu oficialmente o cargo em 1º de novembro.
Ele construiu uma casa de hospitalidade ao lado do edifício histórico do Priorado, que chamou de "Casa de Emaús", título inspirado no episódio da ceia de Emaús, em que Jesus ressuscitado se manifestou aos dois discípulos no rompimento de pão. A casa constituía uma referência simbólica ao acolhimento simples, sem distinção de riqueza, religião, ou outra: aspectos que caracterizaram toda a presença e a multiforme obra de Turoldo. Também constituiu um ponto de referência para muitos protagonistas da história cultural e civil italiana e estrangeira, em particular da América Latina; por muitas personalidades do mundo eclesial e de outras confissões cristãs; um sólido incentivo à renovação de linguagens e estruturas; um laboratório de criações litúrgicas e celebratórias, das quais se continua a testemunhar a versão métrica para o canto dos Salmos e milhares de hinos litúrgicos. Junto com outros frades, particularmente empenhados em iniciativas de renovação espiritual e cultural, iniciou a publicação de uma revista, cujo título se inspira na Ordem dos Servos de Maria: Servitium, e outras publicações. A publicação da revista continua até hoje bimestral, juntamente com a edição de outras propostas de livros publicadas sob a marca homônima Servitium.
Inúmeras foram as intervenções do Padre David na mídia, desde a imprensa até o rádio e a televisão; existem inúmeros lugares e circunstâncias em que ele foi chamado para falar com sua palavra cativante. Para relembrar em particular suas "viagens de memória" nas localidades da Shoah, entre as quais se destaca a de maio de 1979 em Mauthausen. Na ocasião, ele redigiu uma oração, depois recitada na solenidade de encerramento, posteriormente publicada no livro “Ritorniamo ai giorni del rischio” (1985).

### A morte
Atingido no final dos anos oitenta por um tumor no pâncreas, viveu com consciência lúcida e coragem transparente o último período da sua vida, dando um testemunho encorajador no caminho para a "irmã morte". Ele morreu na clínica “San Pio X” em Milão em 6 de fevereiro de 1992. Milhares de pessoas desfilaram diante do caixão em que o corpo do padre David estava exposto. O funeral de Milão contou com a participação de uma grande multidão na igreja de San Carlo al Corso, onde o funeral foi presidido pelo cardeal Carlo Maria Martini, que, poucos meses antes de sua morte, entregou ao padre Turoldo o primeiro "Premio Giuseppe Lazzati", afirmando sua própria opinião segundo a qual "a Igreja reconhece tarde demais a profecia". Um segundo rito fúnebre foi celebrado à tarde em Fontanella di Sotto il Monte, com uma multidão ainda presente que cobriu toda a colina em torno do antigo Priorado. No pequeno cemitério local ele agora repousa sob uma simples cruz de madeira, no meio de "seu povo".
A revista Servitium dedicou-lhe então um caderno no final de 1992: "David M. Turoldo, frade dos Servos de Santa Maria"; e o fez também no décimo aniversário (n. 139, janeiro de fevereiro de 2002): «A grande paixão. Dez anos após a morte de D.M. Turoldo».

## Trabalho

### Poesia e obras literárias
- «Lungo i fiumi..» I Salmi - (con Gianfranco Ravasi) - Milano, San Paolo, 1987.
- O sensi miei...: (Poesie 1948-1988) - (antologia poetica con note introduttive di Andrea Zanzotto e Luciano Erba, postfazione di Giorgio Luzzi), Milano, Rizzoli, 1990.
- Sul monte la morte, Servitium, 1992 (ISBN 9788880780045).
- Poesie sul sagrato, Novara, Interlinea, 1993 (ISBN 978-88-8612-111-8)
- La morte ha paura, Servitium, 1994 (ISBN 9788881660308).
- Ultime poesie, Milano, Garzanti, 1999.
- Teatro, Servitium, 1999 (ISBN 9788881661060).
- I giorni del rischio (con Salmodia della speranza e DVD della rappresentazione in Duomo a Milano con Moni Ovadia e Maddalena Crippa), Servitium, 2013 (ISBN 9788881663736).
- Salmi e cantici. Nuova edizione riveduta della versione metrica per il canto di David Maria Turoldo, Servitium, 2015 (ISBN 9788881663545).
- La passione di San Lorenzo, Servitium, 2016 (ISBN 9788881664054).
- La terra non sarà distrutta, Servitium, 2016 (ISBN 9788881664047)
- Luminoso vuoto. Ultimi scritti, Servitium, 2016 (ISBN 9788881664092).
- David M. Turoldo, Loris F. Capovilla, Nel solco di papa Giovanni, lettere inedite, a cura di Marco Roncalli e Antonio Donadio, appendici di Gianfranco Ravasi e Bruno Forte, Servitium editrice, 2017 (ISBN 9788881664153)

### Não ficção e espiritualidade
- Lettere dalla Casa di Emmaus, Servitium, 1996 - nuova edizione 2016 ISBN 978-88-8166-006-3.
- La parabola di Giobbe, Servitium, 1996 - nuova edizione 2012 ISBN 978-88-8166-360-6.
- Santa Maria - (con Giovanni Vannucci), Servitium, 1996 - nuova edizione 2013 ISBN 978-88-8166-377-4.
- Mia chiesa, una terra sola, Servitium, 1998 ISBN 88-8166-077-6.
- Il dramma è Dio: il divino la fede la poesia. - Milano, Rizzoli, 2002.
- Come i primi trovadori, Servitium, 2005 ISBN 978-88-8166-224-1.
- Colloqui con papa Giovanni, Servitium, 2000 - nuova edizione 2012 ISBN 978-88-8166-364-4.
- Profezia della povertà, Servitium, 2002 - nuova edizione 2012 ISBN 978-88-8166-361-3.
- Chiamati ad essere, Servitium, 2002 ISBN 978-88-8166-021-6.
- È Natale, Servitium, 2002 ISBN 978-88-8166-188-6.
- Mio amico don Milani, Servitium, 2003 - nuova edizione 2012 ISBN 978-88-8166-362-0.
- Pregare, Servitium, nuova edizione 2010 ISBN 978-88-8166-334-7.
- Anche Dio è infelice, San Paolo, 2013.
- Amare - Cinisello Balsamo, Edizioni San Paolo, 1986.
- Padre del mondo, Servitium, 2014 ISBN 978-88-8166-387-3.
- Povero sant’Antonio, Il Messaggero, Padova, 2016.

### Narrativa
- Mia infanzia d’oro (anexo do DVD com "Retrato do autor" de Damiano Tavoliere 1990), Servitium, 2012 (ISBN 9788881663668).
- ... e poi la morte dell'ultimo teologo - Torino, 1969, Gribaudi.

### Filme
- Gli ultimi - 1962 - Direção: Vito Pandolfi; assunto: David Maria Turoldo; roteiro: Vito Pandolfi e David Maria Turoldo.